# I-96
I-96 (Interstate 96) — межштатная автомагистраль в Соединённых Штатах Америки, длиной 192,032 мили (309,46 км). Полностью располагается на территории штата Мичиган.

## Маршрут магистрали
Interstate 96 берёт начало на пересечении с US 31 и направляется на юго-восток, в сторону города Гранд-Рэпидс. Перед Гранд-Рээпидс I-96 пересекает US 131. Ещё через 3 мили, в городе, располагается развязка I-96 и вспомогательной магистрали I-196, заканчивающейся на пересечении с I-94 в городе Бентон-Харбор. Перед городом Лансинг I-96 соединяется с I-69. Магистрали разъединяются через 6,9 миль, южнее Лансинга. У города Фармингтон I-96 поворачивает на юг и соединяется с I-275. Interstate 96 отходит от магистрали 275 в городе Ливония и направляется на восток, в сторону Детройта. В Детройте располагается развязка I-96 и I-94. Через 2 мили после развязки I-96 заканчивается на пересечении с I-75.

## Основные развязки
- US 131, Уокер
- I-196, Гранд-Рэпидс
- I-69, Лансинг
- I-496 / US 127, Лансинг
- US 23, Брайтон
- I-285 / I-696 / M-5, Фармингтон-Хиллс
- I-275 / M-14, Ливония
- US 24, Редфорд
- I-94, Детройт

## Вспомогательные трассы
- I-196
- I-296
- I-496
- I-696